# 音乃夏
音乃夏（おとのなつ）は、日本の成年向け漫画家。代表作はOVA化もされた『女子高生の腰つき』。

## 人物
『コミックメガプラス』・『コミック0EX』・『漫画ばんがいち』など、コアマガジンの雑誌に作品を発表していた。イラストは見るのも描くのも好きで、一般もエロも好き。苦手なものはグロテスクなものと、スカトロ系。ショートヘアーの少女を描くのが好きである。

## 作品リスト

### 一般向け作品
- 『最強の種族が人間だった件』、原作：柑橘ゆすら、キャラクター原案：夜ノみつき、コンテ：猫箱ようたろ、集英社〈ヤングジャンプコミックス〉2018年 - 2021年、全7巻
  1. 2018年12月19日発売[4]、ISBN 978-4-08-891164-9
  2. 2019年5月17日発売[5]、ISBN 978-4-08-891293-6
  3. 2019年10月18日発売[6]、ISBN 978-4-08-891388-9
  4. 2020年3月19日発売[7]、ISBN 978-4-08-891542-5
  5. 2020年8月19日発売[8]、ISBN 978-4-08-891690-3
  6. 2021年1月19日発売[9]、ISBN 978-4-08-891806-8
  7. 2021年6月18日発売[10]、ISBN 978-4-08-892017-7
- 『美醜逆転世界のクレリック 〜美醜と貞操観念が逆転した異世界で僧侶になりました。淫欲の呪いを解くためにハーレムパーティで『儀式』します〜』集英社〈ヤングジャンプコミックス〉既刊3巻（原作：長野文三郎、キャラクター原案：ちるまくろ、コンテ：ますだぷらす（『水曜日はまったりダッシュエックスコミック』2024年 - 連載中）
  1. 2024年7月18日発売[11][12]、ISBN 978-4-08-893334-4
  2. 2024年11月19日発売[13]、ISBN 978-4-08-893436-5
  3. 2025年4月17日発売[14]、ISBN 978-4-08-893614-7

### 成人向け作品
- 『コスペット』エンジェル出版〈エンジェルコミックス〉、2007年7月17日発売[15]、ISBN 978-4-87306-268-6
- 『パフパフッ!』コアマガジン〈ホットミルクコミックス269〉、2008年7月24日（2008年7月10日発売[16]）、ISBN 978-4-86252-432-4
- 『堕天使の放課後 ～ANGEL YARD～』エンジェル出版〈エンジェルコミックス〉、2009年7月17日発売[17]、ISBN 978-4-87306-324-9
- 『パコパコッ♥』エンジェル出版〈エンジェルコミックス〉、2010年6月17日発売[18]、ISBN 978-4-87306-350-8
- 『Oh!マイガール』コアマガジン〈ホットミルクコミックス335〉、2010年12月24日（2010年12月10日発売[16]）、ISBN 978-4-86252-977-0
- 『女子高生の腰つき』コアマガジン〈ホットミルクコミックス386〉、2012年11月9日発売[16]、ISBN 978-4-86436-393-8
- 『ワンダフルデイズ～17人の処女と犬～』コアマガジン〈ホットミルクコミックス413〉、2015年2月28日発売[16]、ISBN 978-4-86436-726-4
- 『はたらくおんなのこ』コアマガジン〈ホットミルクコミックス435〉、2017年7月24日（2017年7月10日発売[16]）、ISBN 978-4-86653-068-0